# خط رحلات الطيران بين سانت بطرسبرغ وتامبا
خط القوارب الهوائية سانت بطرسبرغ-تامبا (خط القوارب الهوائية SPT)  أول شركة طيران مجدولة تستخدم طائرة ذات أجنحة ثابتة. قدمت شركة الطيران خدمة بين سانت بطرسبرغ بولاية فلوريدا ومدينة تامبا المجاورة عبر خليج تامبا، على مسافة حوالي 23 ميلاً. كانت في الخدمة من يناير إلى مايو 1914.

## التاريخ
قام بي إي فانسلر بإحضار توماس دبليو بينويست لبدء خدمة باستخدام قواربه الهوائية الجديدة لإنشاء خدمة لربط المدينتين اللتين كانتا تفصل بينهما مسافة يوم واحد في عام 1913 اعتمادًا على وسيلة السفر: ساعتين بالقارب، و20 ساعة بالسيارة، و4 إلى 12 ساعة بالقطار. أما بالطائرة، فكان وقت السفر حوالي 23 دقيقة. تم توقيع عقد لمدة 3 أشهر مع مجلس التجارة في سانت بطرسبرغ في الذكرى السنوية العاشرة لرحلة كيتي هوك في 17 ديسمبر 1913، والذي بموجبه وافق مجلس التجارة على ضمان تغطية نفقات شركة الطيران في حالة عدم تحقيق التعادل. لم يتم الانتهاء من حظائر الطائرات الموعودة لشركة الطيران، واختفت طائرة لارك أوف دولوث الخضراء والصفراء التابعة للشركة لعدة أيام قبل تاريخ الإطلاق حيث لم يتم تحديد موقع قطار الشحن الذي يحملها. 
في الأول من يناير عام 1914، أصبحت شركة إس بي تي إيربوت لاين أول شركة طيران مجنحة مجدولة في العالم. وفي نفس اليوم، قاد أنتوني إتش جانوس طائرة بينويست تايب إكس آي في أولى رحلاتها بين سانت بطرسبرغ وتامبا. وبسبب التغطية الإعلامية الواسعة التي نشرتها صحيفة سانت بطرسبرغ تايمز، ورد أن أكثر من 3000 متفرج حضروا عرضًا مصحوبًا بفرقة إيطالية عند نقطة المغادرة. ثم أُجري مزاد على أول تذكرة ذهاب وعودة. وفاز بها عمدة سانت بطرسبرغ السابق، أبرام سي فيل، بمزايدة نهائية بلغت 400 دولار. ثم صعد فيل على متن الطائرة الخشبية المكشوفة في رحلة مدتها 23 دقيقة نادرًا ما تجاوزت ارتفاع 5 أقدام (1.5 متر) فوق مياه خليج تامبا. تمت إضافة قاربين هوائيين إضافيين من طراز بينويست إلى الأسطول بعد فترة وجيزة. استُخدم أحدهما لنقل الركاب واستُخدم الثاني لتدريب الطيارين. كانت أسعار التذاكر 5 دولارات للرحلة في اتجاه واحد (ما يعادل 152 دولارًا في عام 2023). كانت أول شحنة جوية عبارة عن حزمة من صحف سانت بطرسبرغ تايمز. كانت أسعار الشحن 5 دولارات لكل 100 رطل. 
استمرت شركة الطيران في القيام برحلات حتى 5 مايو 1914، بعد خمسة أسابيع من إنهاء العقد. من البداية إلى النهاية، غطت شركة الطيران أكثر من 7000 ميل و172 رحلة و1205 راكبًا.
وفي تعليقه على أهمية خط سانت بطرسبرغ-تامبا الجوي، قال توماس بينوا، باني قوارب بينوا الجوية، "في يوم من الأيام، سيعبر الناس المحيطات على متن طائرات ركاب كما يفعلون على متن السفن البخارية اليوم". كانت شركة الطيران بمثابة نموذج أولي لصناعة الطيران العالمية اليوم.

## الطائرات
تم استخدام طائرة بنويست الرابع عشر للرحلات الجوية.

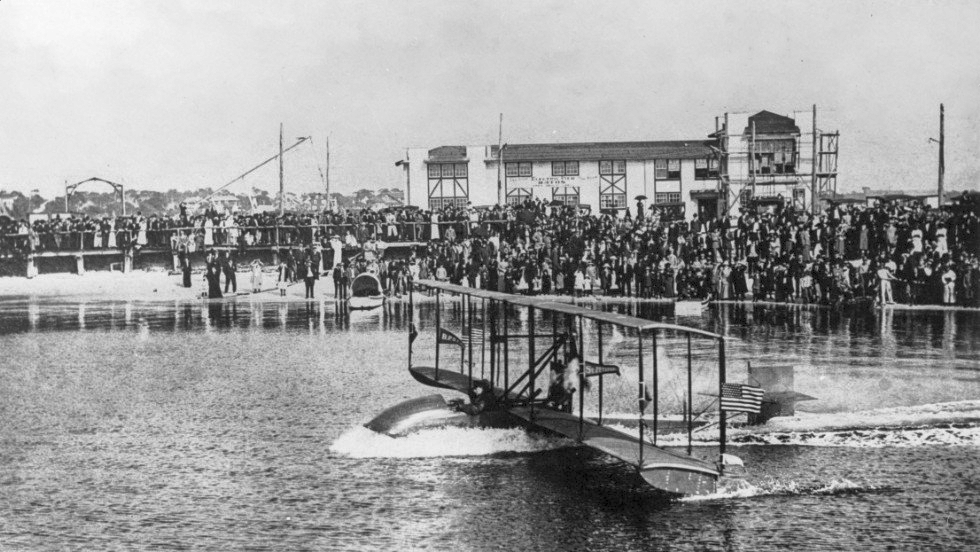
أول إقلاع في الأول من يناير عام 1914.
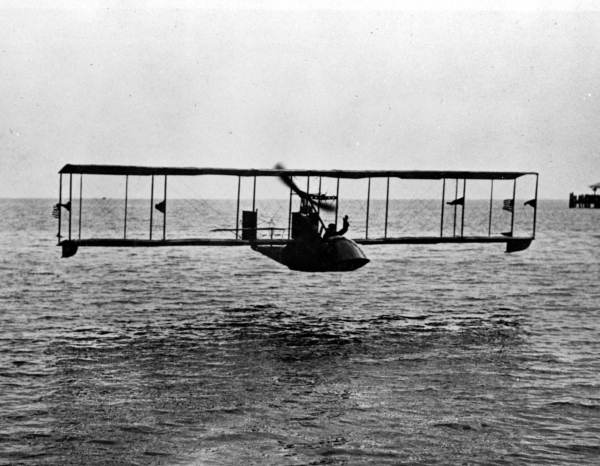
طائرة فوق خليج تامبا عام 1914